# Gypsonoma aceriana
Gypsonoma aceriana es una especie de polilla del género Gypsonoma, tribu Eucosmini, familia Tortricidae. Fue descrita científicamente por Duponchel en 1842.
La envergadura es de unos 13–15 milímetros. Se distribuye por Europa: Francia.